# Bothriochloa exaristata
Bothriochloa exaristata là một loài thực vật có hoa trong họ Hòa thảo. Loài này được (Nash) Henrard mô tả khoa học đầu tiên năm 1941.